# Spodnja Voličina
Spodnja Voličina este o localitate din comuna Lenart, Slovenia, cu o populație de 536 de locuitori.